# Eleccions generals espanyoles de 1869
Les eleccions generals espanyoles de 1869 foren convocades el 15 de gener de 1869 sota sufragi universal masculí. Foren convocades després de la Revolució de Setembre, encapçalada per Joan Prim i Prats i Francisco Serrano Domínguez que suposà l'abdicació d'Isabel II d'Espanya i la fi del govern de Narváez, cap del Partit Moderat.
En total foren escollits 352 diputats, a part dels 11 de Puerto Rico i 18 de Cuba. El general Prim encapçalà una coalició monàrquica formada pel Partit Progressista, la Unió Liberal i el Partit Democràtic, que guanyà les eleccions. El sector republicà del Partit Democràtic va formar el Partit Republicà Democràtic, encapçalat per Pi i Margall, Salmerón i Castelar, que va obtenir un bon resultat. També es presentaren els carlins, tot i que no van obtenir els resultats que esperaven.
Fou nomenat president del Congrés dels Diputats el demòcrata Nicolás María Rivero, que fou substituït el 18 de gener de 1870 pel progressista Manuel Ruiz Zorrilla. El cap de govern fou el general Prim fins que fou assassinat el 27 de desembre de 1870, després d'aconseguir l'aprovació de la Constitució Espanyola de 1869 (214 vots contra 55) i l'elecció com a rei d'Amadeu I d'Espanya. L'almirall Juan Bautista Topete i Serrano organitzaren el govern fins que es convocaren noves eleccions pel març de 1871.

## Composició de la Cambra

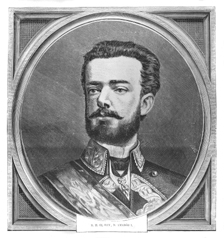
El nou rei Amadeu I

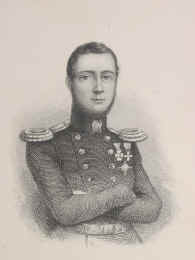
El general Prim

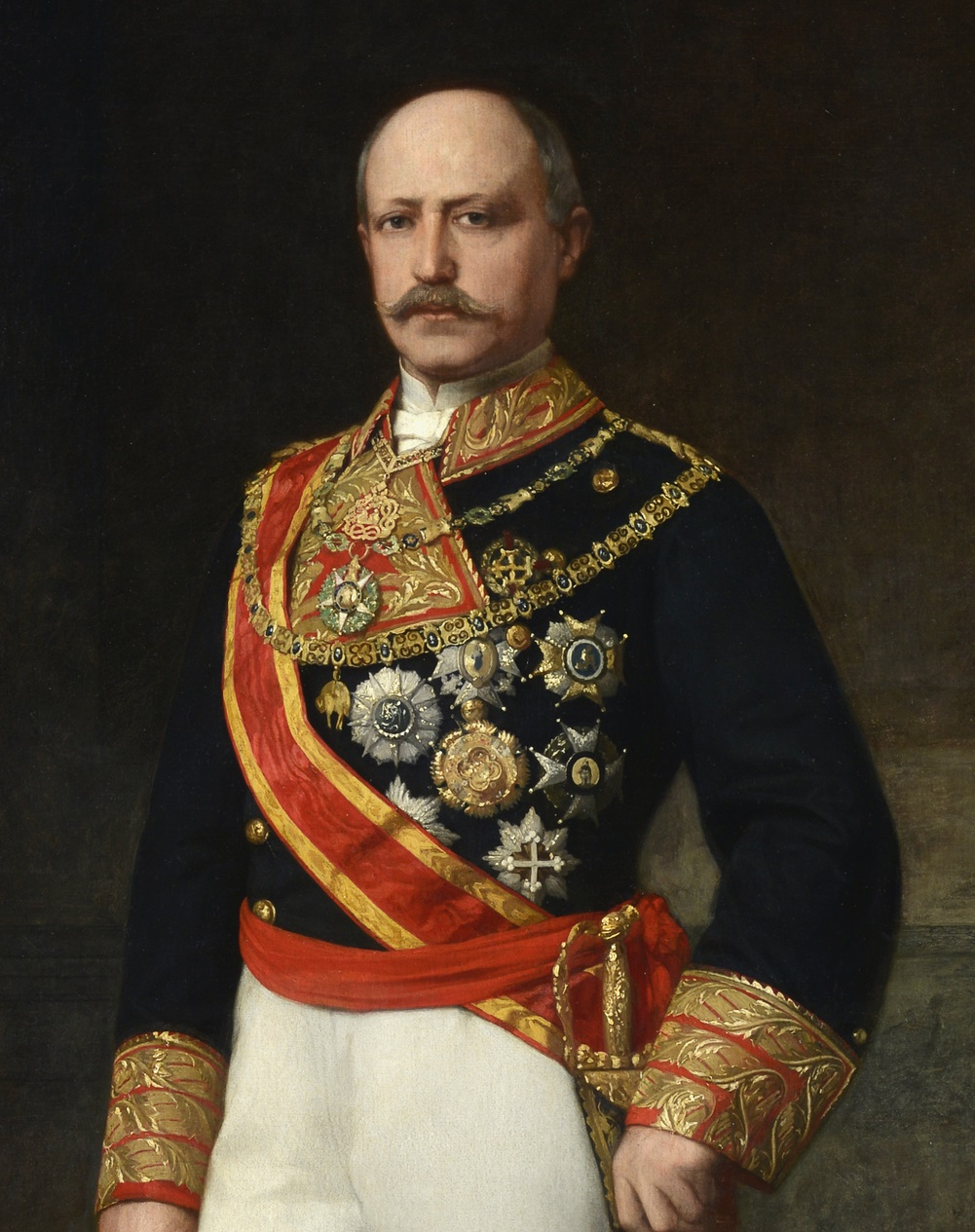
El general Francisco Serrano

| ← Eleccions generals espanyoles, 15 de gener de 1869 →                                 |        |                                |
| Partit                                                                                 | Escons | Líder                          |
| Coalició progressista-liberal - Partit Progressista - Unió Liberal - Partit Democràtic | 236    | Joan Prim i Prats              |
| Partit Republicà Democràtic                                                            | 85     | Francesc Pi i Margall          |
| Comunió Catòlico-Monàrquica                                                            | 20     | Carles de Borbó i Àustria-Este |
| Independents de dreta                                                                  | 3      | José Ramón Bugallal y Muñoz    |
| No establerts                                                                          | 8      |                                |

## Resultats per circumscripcions

### Catalunya
- Barcelona
  - Pau Alsina i Rius (Partit Republicà Democràtic)
  - Víctor Balaguer i Cirera (Partit Progressista)
  - Gabriel Baldrich i Palau (Partit Progressista)
  - José Fernández Cueto
  - Antoni Ferratges de Mesa i Ballester (Partit Progressista)
  - Estanislau Figueras i de Moragas (Partit Republicà Democràtic)
  - Antoni Maria Fontanals i Miret
  - Adolf Joarizti i Lasarte (Partit Republicà Democràtic)
  - Lluís Maria de Llauder i de Dalmases (Comunió Catòlico-Monàrquica)
  - Eduard Maluquer i Tirrell (Partit Progressista)
  - Eusebi Pascual i Casas (Partit Republicà Democràtic)
  - Enrique Pérez de Guzmán el Bueno, marquès de Santa Marta
  - Francesc Pi i Margall (Partit Republicà Democràtic)
  - Josep Puig i Llagostera (no establit)
  - Robert Robert i Casacuberta (Partit Republicà Democràtic)
  - Gonçal Serraclara i Costa (Partit Republicà Democràtic)
  - Santiago Soler i Pla (Partit Republicà Democràtic)
  - Josep Tomàs i Salvany (Partit Democràtic)
  - Juan Bautista Topete y Carballo (Partit Progressista)
  - Ramon Vinader (Comunió Catòlico-Monàrquica)
- Girona
  - Josep Toribi d'Ametller i Isern (Partit Republicà Democràtic)
  - Pere Caimó i Bascós (Partit Republicà Democràtic)
  - Joaquim de Cors i Guinart
  - Joaquim Olives i Safont
  - Fernando del Pino i Villaamil
  - Francesc Sunyer i Capdevila (Partit Republicà Democràtic)
  - Joan Tutau i Vergés (Partit Republicà Democràtic)
- Lleida
  - Antoni Benavent i Peraire (Partit Republicà Democràtic)
  - Josep Bori i Rossich
  - Pere Castejón i Bajils
  - Ramon Castejón i Bajils (Partit Republicà Democràtic)
  - Emilio Castelar y Ripoll (Partit Republicà Democràtic)
  - Miquel Ferrer i Garcés (Partit Republicà Democràtic)
  - Josep Ignasi Llorens
- Tarragona
  - Pere Bové Montseny (Partit Republicà Democràtic)
  - Josep Compte i Pedret
  - Frederic Gomis i Mestre (Partit Progressista)
  - Pere Mata i Fontanet (Partit Progressista)
  - Celestino de Olozaga Cañizares
  - Joan Palau i Generés
  - Joan Prim i Prats (Partit Progressista)
  - Marià Rius i Montaner (Partit Progressista)

### Illes Balears
- Carlos Navarro Rodrigo (Unió Liberal)
- Salvador María de Ory García-Lizón
- Antoni Palau de Mesa (Partit Progressista)
- Joan Palou i Coll (Partit Republicà Democràtic)
- Rafael Prieto i Caules (Partit Progressista)
- Marià de Quintana i Ramon (Partit Progressista)

### País Valencià
- Alacant
  - Buenaventura Abarzuza Ferrer (Partit Democràtic)
  - José Abascal Carredano (Partit Progressista)
  - José Luis Albareda y Sezde (Unió Liberal)
  - Agustí Albors i Blanes (Partit Republicà Democràtic)
  - Tomás Capdepón Martínez (Unió Liberal)
  - Francisco Javier Carratalá Utrilla (Partit Progressista)
  - Pascual Madoz Ibáñez (Partit Progressista)
  - Eleuterio Maisonnave Cutayar (Partit Republicà Democràtic)
  - Nicolás María Rivero (Partit Democràtic)
  - Antonio Romero Ortiz (Partit Progressista)
  - Emigdio Santamaría Martínez (Partit Republicà Democràtic)
  - Luis Santonja y Crespo (Unió Liberal)
- Castelló
  - Francisco Bañón Algarra
  - Joaquín Bañón Algarra
  - José Gimeno Agius (Partit Progressista)
  - Julián Martínez Ricart (Partit Progressista)
  - Enrique O'Donnell Joris (Unió Liberal)
  - Pedro Pastor Huerta
  - Josep Rosell i Piquer
  - Vicente Ruiz Vila (Unió Liberal)
- València
  - Manuel Cantero de San Vicente (Partit Progressista)
  - Rafael Cervera Royo (Partit Republicà Democràtic)
  - Carlos Cervera Monge (Partit Demòcrata)
  - José Antonio Guerrero Ludeña (Partit Republicà Democràtic)
  - Luis de Molini Martínez (Partit Progressista)
  - Enrique Nieulant Sereis (Partit Progressista)
  - José María Orense (Partit Democràtic)
  - Cristòfol Pascual i Genís (Unió Liberal)
  - José Pérez Guillén (Partit Republicà Democràtic)
  - Trinitario Ruiz Capdepón (Partit Progressista)
  - Josep Cristòfol Sorní i Grau (Partit Republicà Democràtic Federal)